# Landschaftsschutzgebiet Glimkeentstehungsbereich
Das Gebiet „Glimkeentstehungsbereich“ ist ein seit 2005 durch den Kreis Lippe als unterste Naturschutzbehörde ausgewiesenes Landschaftsschutzgebiet im Norden der lippischen Stadt Bad Salzuflen in Nordrhein-Westfalen in Deutschland.

## Lage
Das rund zwei Hektar große Landschaftsschutzgebiet Glimkeentstehungsbereich gehört naturräumlich zum Lipper Bergland. Es liegt östlich des Bad Salzufler Ortsteils Wüsten, am östlichen Ortsrand Pillenbruchs, zwischen den Häusern Pillenbrucher Straße 51 bis 63 und auf einer Höhe zwischen 198 und 209 m ü. NHN. Im Westen grenzt das Schutzgebiet an das Naturschutzgebiet Glimketal.

## Schutzzweck
Wesentlicher Schutzzweck ist die Erhaltung „eines Quellgebiets mit steinigem und geröllreichem Bachbett“ als Pufferbereich des anschließenden Naturschutzgebiets.